# Joshua Dürksen

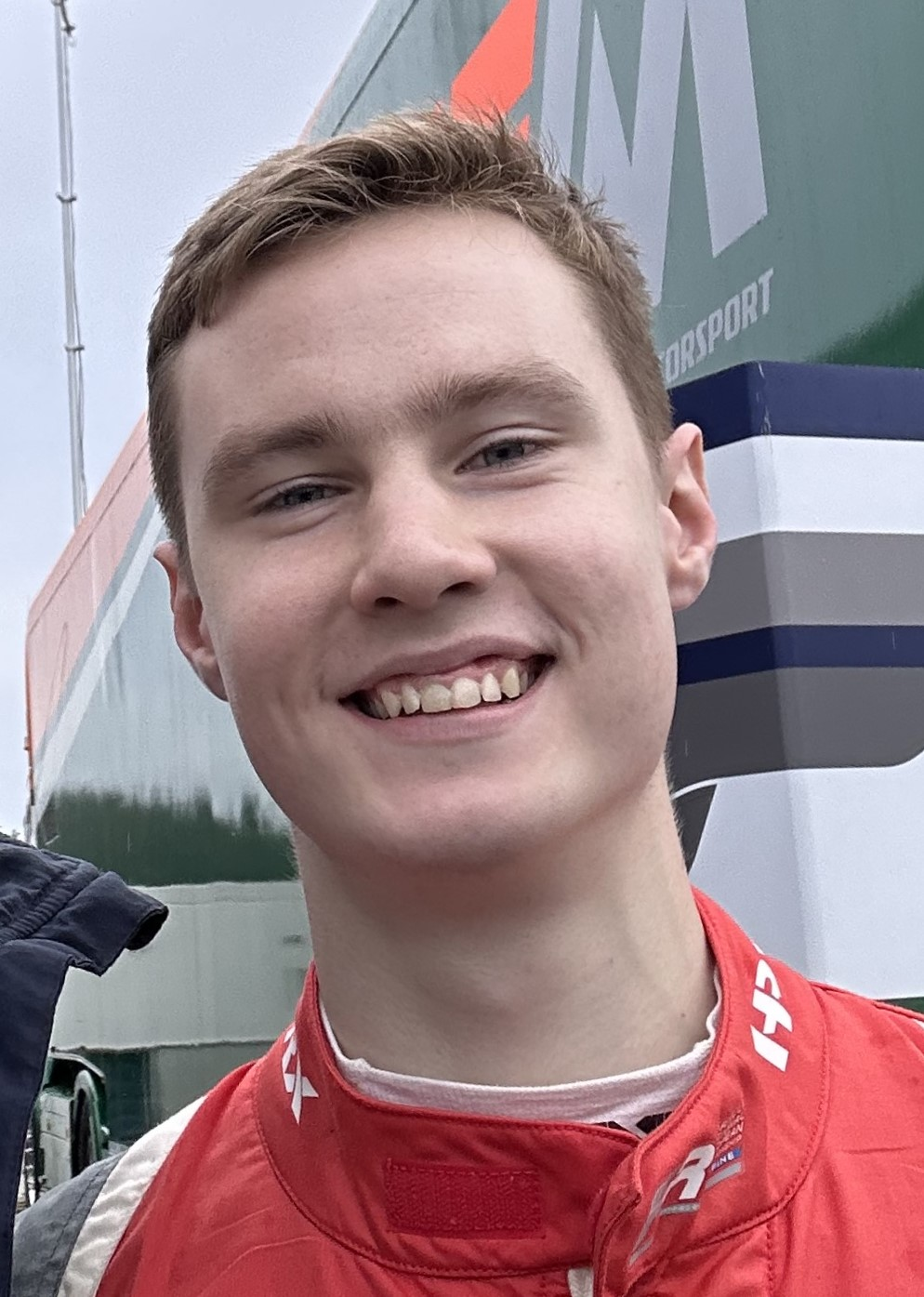
Joshua Dürksen am Hockenheimring (2023)

Joshua Iván Dürksen Dyck (deutsche Aussprache: [ˈjoːzu̯a ˈdʏʁk.sn̩]; * 27. Oktober 2003 in Asunción, Paraguay) ist ein paraguayischer Automobilrennfahrer deutscher Abstammung.

## Leben und Rennkarriere
Dürksens Urgroßeltern wanderten vor dem Zweiten Weltkrieg nach Chaco aus.
2019 gab Dürksen sein Formel-Debüt und fuhr an der Seite von Nico Göhler für Mücke Motorsport in der Formel-4-Meisterschaft der Vereinigten Arabischen Emirate. Er erzielte seinen ersten Sieg beim ersten Lauf der Meisterschaft auf dem Dubai Autodrome und gewann im Laufe der Saison vier weitere Rennen. Dürksen musste sich im Titelkampf allerdings Matteo Nannini geschlagen geben und landete 68 Punkte hinter seinem Rivalen.

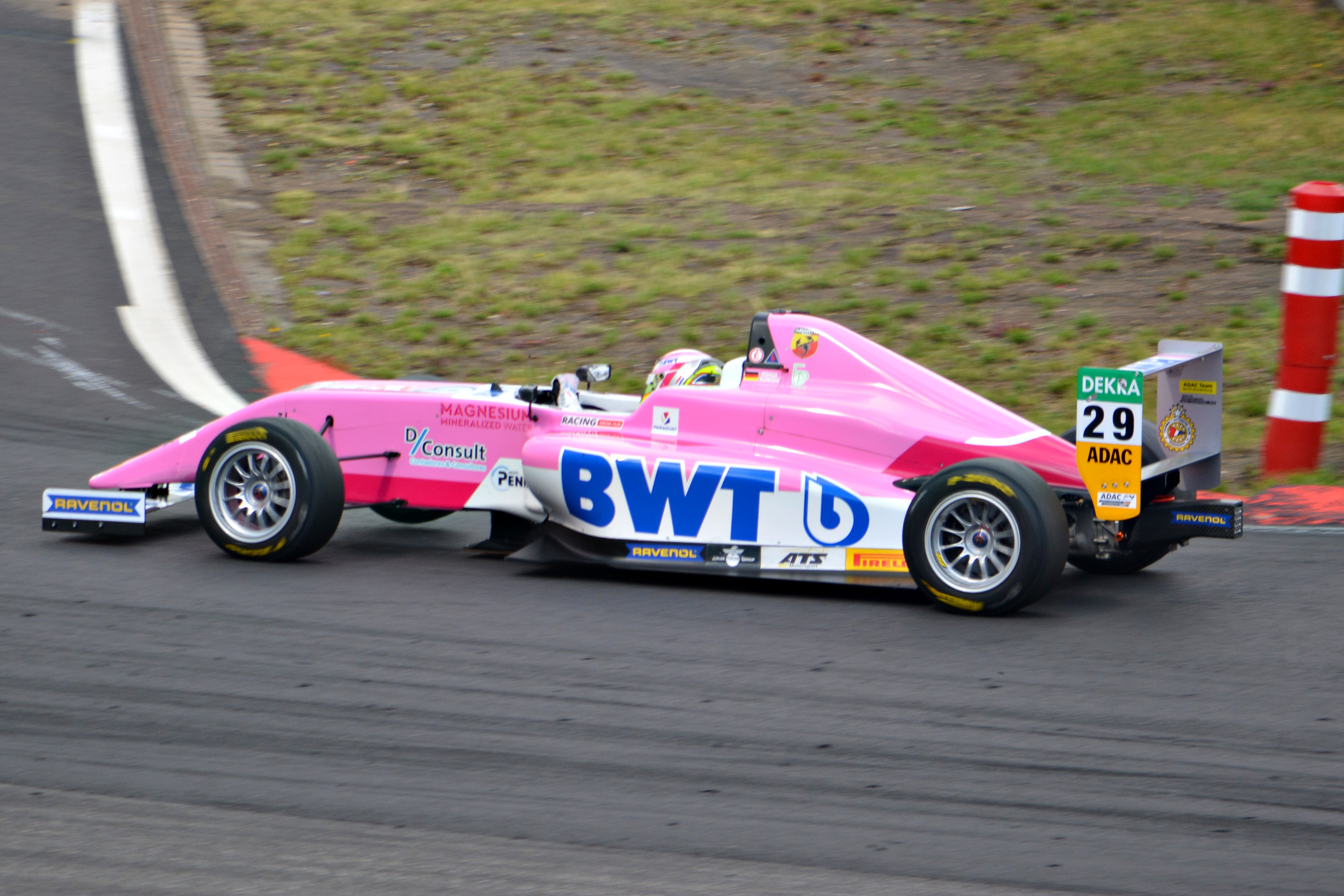
Im F4, Nürburgring 2020

Anschließend nahm Dürksen sowohl an der italienischen als auch an der deutschen Formel-4-Meisterschaft teil. Er startete für Mücke Motorsport in Italien bzw. seinem deutschen Ableger ADAC Berlin-Brandenburg in der ADAC F4. Die italienische Meisterschaft schloss er durch einen Sieg sowie einen zweiten Platz am Red Bull Ring in Spielberg auf dem 13. Platz ab. In der deutschen Meisterschaft schloss er sogar als sechster ab. Er gewann dabei jeweils Rennläufe am Nürburgring und am Hockenheimring.
Ab 2021 startete Dürksen für sein Geburtsland Paraguay. Dürksen sollte auch wieder in der deutschen Formel-4-Meisterschaft starten, jedoch blieb das Team ADAC Berlin-Brandenburg ohne Einsatz. In der italienischen Meisterschaft konnte er sich jedoch im Vergleich zum Vorjahr deutlich steigern. Er gewann zwei Rennläufe am Autodromo Internazionale del Mugello und belegte in der Gesamtwertung Rang 6.
Trotz Problemen bei der Finanzierung konnte Dürksen an der Formula Regional European Championship 2022 teilnehmen. Allerdings gelang es ihm nicht an die Leistungen der vergangenen Jahre anzuschließen. So blieb er erstmals ohne Sieg bzw. Podiumsplatzierung und belegte den 14. Rang in der Gesamtwertung. 2023 trat Dürksen für zwei Runden in der Formula Regional Middle East Championship an. Als beste Ergebnis belegte er hierbei den 3. Platz bei einem Rennen am Kuwait Motor Town.
Zu Saisonabschluss fuhr er für PHM Racing beim Nachsaisontest der Formel 3 in Imola.
Im November 2023 wurde bekanntgegeben, dass Dürksen an der Saison 2024 der FIA-Formel-2-Meisterschaft für das Team PHM Racing teilnehmen werde. Hier gelang ihm in Imola ein Podestplatz (3.). Seinen ersten Sieg bei einem Formel-2-Rennen feierte er am 14. September 2024 beim Sprintrennen in Baku. Sein erstes Hauptrennen gewann er knapp anderthalb Monate später am 8. Dezember 2024 in Abu Dhabi. Mit 87 Punkten belegte er am Ende der Saison den 10. Platz in der Meisterschaft. 2025 setzt er seine Tätigkeit beim (in AIX Racing umbenannten) Rennstall fort.